# 今天 (俄罗斯电视节目)
今天（俄语：Сего́дня）是由俄罗斯NTV电视频道制作并播出的新闻节目。该节目于1993年10月11日开播，初期在第五频道播出。1994年起改在奥斯坦金诺第四频道原有的频率播出。
《今天》栏目工作日播出6次，周末播出4次。除了社会政治消息外，节目也设有《商业新闻》（Деловые новости）环节，播出财经消息，也设有天气预报环节。1994至2001年间，节目设有《特别报道》（Специальный репортаж）、《一天新闻》（Новость дня）和《今日回顾》（Хроника дня）环节。部分时段设有体育新闻环节。

## 历史

### 1993－2001年
《今天》栏目在1993年10月11日、NTV开播的第二天播出，直至1994年1月14日，节目每天21:00在第五频道播出一期，每期35分钟。1994年1月17日，NTV获得奥斯坦金诺第四频道的播出时段，《今天》栏目开始每天19:00和22:00在新的频道播出，每期35分钟，节目在第五频道的播出持续到1994年春季。
2001年10月以前，节目不显示出镜记者的姓名，而是由记者自行报出，与90年代俄罗斯的其他新闻节目不同。几乎所有在前苏联加盟国的记者都是俄罗斯国籍，这与电视台内部规定有关。
1996年11月11日起，各时段的节目按播出时段命名：
- 19:00和22:00档更名为《今晚》（Сегодня вечером）；
- 工作日[8]和周末（周末不含14:00档）12:00、14:00和16:00档更名为《今天下午》（Сегодня днём）；
- 工作日6:00、6:30、7:00、7:30、8:00、8:30、9:00（1999年9月以前[9]）、9:30（1997年7月以前[10]）、10:00档，周末8:00、9:00（均在1997年以前）和10:00档更名为《今晨》（Сегодня утром）。

1997年9月7日，周日19:00的《今晚》提前至18:00播出，此后从11月16日开始被《结果.前言》（Итоги. Предисловие）替代。
1998年9月1日，NTV开始设置时移版后，各时段的节目统一恢复《今天》标题。
1999年4月24日起，周末部分时段的《今天》进行重播，8:00档在10:00重播，之后改为12:00档在16:00重播，此外周六19:00档在22:00重播。9月6日起，工作日上午时段的每小时45分增设新闻简报，主播用一句话新闻的方式梳理过去一小时的消息。
2000年6月至2001年4月间，若有社会政治类脱口秀节目（例如《人民之声》、《独立调查》、《结果》特别版）从奥斯坦金诺第11演播室播出，则22:00的《今天》往往会推迟两三分钟至三四十分钟不等。电视评论家尤里·博戈莫洛夫发现，这一时期当有重大国际事件发生时，例如南斯拉夫政变、美军轰炸巴格达期间，NTV极少播出特别新闻报道。
2001年2月3日至7月1日间，周六22:00的《今天》暂停播出，改为播出维克多·申德罗维奇的时事讽刺节目《总计》。节目在NTV管理层变动、主持人离职后停播，周六22:00的《今天》恢复播出。
2001年4月，22:00和0:00档开始出现嘉宾连线环节，连线地点在俄罗斯酒店演播室，此前这一环节偶尔在上午或下午档出现。

### 2001－2015年
2001年9月15日至2002年1月12日之间，周六晚间只有22:00播出《今天》，与《专业：报道员》节目合并，新闻主播在演播室中介绍自己的工作。2002年初，节目调整至19:00播出，之后彻底停播。同年9月，周五22:00的节目也停播。2003年2月10日，22:00档停播，改为播出新闻节目《国家与世界》。周日19:00的节目《最近》暂停播出期间，改为播出基里尔·波兹尼亚科夫主持的《今天》，采用不同的片头设计。同一时期，在《个人贡献》栏目开播前，周六19:00同样播出波兹尼亚科夫的《今天》。2004年6月6日起，由于《最近》栏目停播，《今天》恢复在周日晚上19:00的播出，时长与工作日一样，为30分钟。《个人贡献》栏目停播后，周六19:00也恢复播出常规版本的《今天》。2005年1月，《国家与世界》栏目更名为《今天 22:00》。2005年12月，周五22:00档再度停播。
2001年10月至2005年9月4日，节目开始显示通讯员的姓名，一旁附上“NTV”标记，9月5日开始改为标注“通讯员”或“评论员”。
2002年4月1日起，节目改为全时区播出，远东地区的播出时间与莫斯科的播出时间统一。此前远东地区的节目按莫斯科时间编排，晚间档在远东地区和西伯利亚地区在清晨或深夜播出，播出时间表与莫斯科版不同。
2002年6月10日至9月6日，14:00档的节目从20分钟缩短至5分钟。9月9日起，日间档的节目均缩短至5分钟（工作日10:00档和周末16:00档维持25分钟时长），改为工作日10:00至18:00间（13:00除外）、周末8:00至18:00间（14:00除外）每小时播出一次。晚间档、工作日10:00档、周末16:00档从主演播室播出。
2003年5月12日，每小时5分钟的新闻简报取消，《今天》节目工作日播出安排改为10:00、12:00、15:00、17:00和19:00，每期30分钟，时任NTV副总经理亚历山大·格拉西莫夫称，这是为了让其他时区的观众也能收看到与莫斯科版相同质量的节目。不过在其他时区播出的《今天》节目，即使与莫斯科时区的某一期节目同时播出，也可能不与莫斯科版本并机播出，而是在副演播室直播另一个版本。日间档开始增加体育和天气环节。周末则在8:00、12:00和16:00播出，时长15至20分钟。
2004年8月30日起，《今天》栏目工作日播出时间调整为10:00、13:00、16:00和19:00，上午及下午档播出时间缩短为12至20分钟。周末的播出时间则为8:00、10:00、13:00、16:00、19:00。此外在2004至2005年间，由于NTV扩展至24小时播出，《今天》增加4:00的播出。2003年9月至2010年11月之间，若当晚欧洲杯赛事在莫斯科举行，19:00档会缩短至20分钟，2011年9月至2014年11月间则采用延长至45分钟至赛事开始前的做法。
这一时期，NTV的新闻审查逐步收紧，鲍里斯·科尔佐夫曾称，新闻部领导和NTV主席弗拉基米尔·库利斯蒂科夫越来越频繁地要求记者减少新闻稿中的尖锐用词，例如在对福利货币化事件的报道中。另有其他消息称，在2004年9月的别斯兰人质危机中，NTV管理层知道实际伤亡人数，但要求现场的记者报出其他数字。
2005年9月起，周日版的节目改用《今天：最终节目》（Сегодня: Итоговая программа）的标题，由基里尔·波兹尼亚科夫主持。
2007年5月14日，22:00夜间档调整至22:45播出（2008年1月14日调整至22:40，2008年10月13日调整至23:00，2009年10月12日调整至23:15），改为回顾当日新闻的模式，这是考虑到一直以来19:00档和22:00档内容类似，头条新闻基本没有内容更新。改版后的夜间档由19:00档主播主持，风格不那么正式，采用的片头曲为不同的演奏版本。2011年10月，夜间档被《今天.结果》（Сегодня. Итоги）替代，第一期节目从10月24日开始播出，由塔季扬娜·米特科娃或19:00档的主播主持。2014年8月28日，因《今日剖析》节目开播，《今天.结果》停播。
2007至2009年间以及2016年，每逢新年前夜，节目播出年终版本“NTV通讯员眼中的200X年”，总结全年大事以及通讯员在这一年中谈论的事件。2010至2015年，每年新年期间会播出大事回顾及评论节目，由NTV通讯员回顾自己在一年中报道的最突出的事件。
2013年8月31日，周六19:00档与瓦季姆·塔克梅涅夫的《中央电视台》栏目合并，《今天》19:00档的主播在新闻演播室与塔克梅涅夫连线。
2014年秋季，16:00档增设《商业新闻》环节，该环节此前只在10:00、13:00、19:00设置。同一时期，受到足球赛事影响，周末16:00档偶尔改在15:20播出。

### 2015年至今
2015年3月30日，节目调整各时区版本的播出方式，不再与莫斯科时间挂钩。
2015年7月6日至8月27日间，由于《今日剖析》暂停播出，每周一至周四23:30增加一档时长20分钟的《今天》，由当周的远东版本主播负责。
2016年1月25日至6月10日间，工作日11:00、12:00、15:00和17:00（2月26日前还有9:00和14:00）增设时长数分钟的新闻简报，简要梳理过去一小时的新闻，由该日当值主播配音 。2016年4月，周末13:00档取消。
2017年1月30日，工作日16:00档延长10分钟。
2017年6月1日及2日，19:00档改在圣彼得堡演播室播出，报道圣彼得堡国际经济论坛。此后除2020年外，每逢该论坛期间，节目均有类似安排。
2018年3月12日，节目启用新包装，部分设计也在《PE》和《今日结果》栏目中使用。
2018年7月22日起，每逢暑期《伊拉达·泽纳洛娃本周结果》停播，《今天》增加周日19:00的播出，梳理一周新闻，由弗拉基米尔·车尔尼雪夫主持。
2018年8月20日《今日结果》停播后，深夜0:00增加一档《今天》栏目（2018年8月20日至23日间调整至23:00），由当周的远东版本日间档主播负责，结尾设有天气预报，但没有预报员出境。8月27日起，这一档《今天》开始在节目标题冠上主播姓名。11月26日开始，深夜档《今天》播出时间不定，在23:00及1:00之间浮动。
2019年3月18日至2020年12月30日间，以及2021年2月1日开始，《NTV早晨 早晨.最佳》早间节目时段增设6:30和7:30两档新闻。而在2020年1月9日至2月14日间，由于《早晨.最佳》时段暂停播出，《今天》6:00、6:30、7:30档停播，工作日8:00档延长15分钟。2021年5月11日，工作日6:00档停播。
受2019新型冠状病毒病疫情影响，节目增设另一个演播室。2020年3月30日至11月8日间，节目播出时间为莫斯科时间12:00（远东19:00档、西伯利亚16:00档）、13:00（乌拉尔及俄罗斯欧洲部分的日间档）、16:00（俄罗斯欧洲部分播出，并在莫斯科时间16:30、19:30、21:30重播，分别作为+7、+4、+2时区的深夜档）。
2022年1月17日起，由于NTV莫斯科版本开播《今日莫斯科》栏目，《今天》莫斯科版本工作日16:00档缩短20分钟。此外《今日莫斯科》栏目也在每周一至周四23:20、周六10:00播出。

## 特殊版本

### 《今天午夜》
1994年12月19日起，每天午夜播出新闻分析节目《今天午夜》（Сегодня в полночь），节目风格与其他时段的《今天》不同，回顾前一天或明天的报纸头条和杂志文章，辅以主播评论、记者报道，也有记者和报纸编辑的合作报道。《今天午夜》初期由米哈伊尔·斯维特里奇尼和亚历山大·沙什科夫主持，此后通讯员弗拉基米尔·卡拉-穆尔扎、亚历山大·格拉西莫夫也加入节目。90年代末至21世纪初，节目播出时间在0:00至0:45之间浮动，一般与欧洲杯赛事的安排有关，或与前一节目《今天的消息》有关。极少数情况下，《今天午夜》会因球赛停播。1998至2001年间，弗拉基米尔·卡拉-穆尔扎是节目的唯一主持人。
2001年4月，由于主播离职，《今天午夜》改由亚历山大·哈巴罗夫和基里尔·波兹尼亚科夫主持，节目开始使用“今天24:00”标题，风格有所变化，改为一天新闻回顾和评论。2002年7月1日至2003年5月8日之间，《今天午夜》停播。
2003年5月12日起，《今天午夜》恢复播出，节目在0:45至1:30间不定时播出，时长10至20分钟，内容为一天新闻回顾，节目偶尔（2003年9月、2004年1月）在0:00和0:30间播出，由奥尔加·沃尔科娃主持。
2004年8月30日起，《今天午夜》栏目固定播出时间，最初在0:30播出，之后改为0:00（若当天有足球赛事，则为0:45左右），节目也改在另一个演播室播出，由叶夫根尼·博尔科夫斯基主持。节目风格、选材和播报模式也有变化，与俄罗斯其它全国频道的新闻节目差不多（例如《报导》）。
2005年9月起，《今天午夜》改由米哈伊尔·奥索金主持。2006年1月12日，《今天午夜》停播，最后一期节目在2005年12月29至30日播出。

### 《今天在首都》
2000年，由NTV制作的新闻节目《今天在首都》（Сегодня в столице）开始在TNT电视频道播出，节目制作成员大多为年轻的电视记者、莫斯科国立大学新闻学院的学生和毕业生，这是在叶夫根尼·基谢廖夫和安娜·卡奇卡耶娃的提议下，由NTV和莫斯科国立大学合办的。节目主持人有鲍里斯·科尔佐夫、叶夫根尼·博尔科夫斯基、奥尔加·别洛娃、克塞尼亚·图尔科娃和维亚切斯拉夫·克里斯克维奇。节目在NTV转售给俄气传媒后停播。

### 今天.最终节目
今天.最终节目（俄语：Сего́дня. Ито́говая програ́мма，一般简称为“最终节目”）是在2005年9月18日至2015年6月28日之间播出的周播新闻节目，节目官网将其定位为“记者对这周主要事件的观察”。节目由基里尔·波兹尼亚科夫主持，每周日19:00播出，播出时长取决于包含的报道数目，介于50至70分钟，设有环节“本周事件”（2005至2007年间设置，报道本周主要政治话题）、“本周人物”（2005至2008年间设置，展示过去七天新闻人物中最突出的言论）和天气预报（在广告环节之后播出，不设预报员）。节目一般有波兹尼亚科夫的新闻人物外采录像。2005至2011年间，每个报道之间的过场动画会显示戏谑性的标题。
在《今天.最终节目》开播前，由于《最近》和《个人贡献》栏目在2004年停播，NTV没有电视杂志形态的周日新闻分析节目播出。
2006年10月，NTV记者的报道《火岛》获得ENEX国际奖项，该报道在2006年5月28日于《今天.最终节目》播出。
2008年，节目官方网站ip.ntv.ru上线。
2015年6月，由于节目编辑和主播离任，转为主持访谈节目《波兹尼亚科夫》，NTV决定停播《今天.最终节目》。
曾在90年代主持NTV同时段节目《结果》的叶夫根尼·基谢廖夫在2008年评论称，该节目与本周新闻几乎毫无关系，只有一堆八卦新闻，但与NTV的黄色媒体定位非常契合。

## 体育环节
1993至2015年间，节目设有体育环节，由演播室内的专职主播播报。1997至1998年间，部分时段的体育环节改在电视中心第21演播室、NTV-Plus体育的演播室播出。2001年9月10日起，19:00档取消体育环节。2003年5月12日，日间档增加体育环节。2004年8月30日起，体育环节只在13:00档、深夜档播出。2015年3月30日起，节目因不明原因取消体育环节。2015年以前，在NTV的时移版本中，部分时段的节目会播出体育新闻回顾，体育评论员配音但不出镜。
2019年8月26日，深夜档的《今天》恢复体育环节，由主播基里尔·基克纳泽在演播室的角落播报。2021年1月18日起，体育环节改由竞赛电视台负责制作，播报员由竞赛电视台记者阿尔乔姆·季霍米罗夫和亚娜·罗玛什金娜轮流担任。

## 主播
开播初期，节目主播由塔季扬娜·米特科娃和米哈伊尔·奥索金隔周轮班担任，体育主播有阿列克谢·布尔科夫、基里尔·基克纳泽、尤利娅·博尔多夫斯基、瓦西里·索洛维约夫、约兰达·陈、米哈伊尔·列舍托夫等人。由于电视台认为一期节目不能由两名同性别的主播出镜，主播和体育主播的搭配是固定的，例如基里尔·基克纳泽只在塔季扬娜·米特科娃负责的当周出镜。1996年以前，体育主播只有尤利娅·博尔多夫斯基和基里尔·基克纳泽两人隔周轮流担任，直至1996年11月NTV-Plus卫星电视平台建立、NTV获得所有播出时段后，其他的体育主播才加入。
1996年11月开始，节目主播包括张娜·阿格拉科娃、安德烈·诺金、格里高利·克里切夫斯基和安德烈·切尔卡索夫，此后还有通讯员玛丽安娜·马克西莫夫斯卡娅和彼得·马尔琴科加入。此外上午的简报还曾由维塔利·布祖耶夫主持。
1997至2000年间，玛丽安娜·马克西莫夫斯卡娅等上午时段的主播也可能代班晚间19:00和22:00档，一般在新年前后采取这一安排。1996年秋季之前，《今天午夜》主持人弗拉基米尔·卡拉-穆尔扎或亚历山大·沙什科夫也会代班晚间档。
1998年3月23日，NTV首次有天气预报主持人出镜，包括亚历山大·别利亚耶夫、叶夫根尼·金兹堡和塔蒂亚娜·尤尔科，2000年伊琳娜·波利亚科娃也加入。
1999年秋季，张娜·阿格拉科娃转职公共电视台。2000年3月开始，上午档的节目由奥尔加·别洛娃主持。8月开始，娜塔莉亚·扎布佐娃加入上午档主播之列。2000年代初，节目曾短暂由米哈伊尔·库伦诺伊主持。
2001年4月，一批NTV的主播离职，米哈伊尔·奥索金、弗拉基米尔·卡拉-穆尔扎、安德烈·诺金和玛丽安娜·马克西莫夫斯卡娅转职TNT频道（此后转职TV-6），原先主持上午档的彼得·马尔琴科开始主持晚间档
，亚历山大·哈巴罗夫和基里尔·波兹尼亚科夫偶尔主持工作日22:00档。原先主持上午档的奥尔加·别洛娃和娜塔莉亚·扎布佐娃开始主持下午档。丹尼斯·索尔达蒂科夫（原先为《犯罪》节目主持人）、叶夫根尼·博尔科夫斯基和安东·赫列科夫开始主持上午档，不久后阿列克谢·苏汉诺夫也开始主持上午档。尤里·利帕托夫开始主持周六晚间档。
与此同时，体育新闻主播团队全面变换，由于NTV-Plus体育频道的管理层不愿与NTV的主席鲍里斯·乔丹合作，NTV决定成立自己的体育编辑部，原有的体育主播全部转职TV-6，改由根纳季·克莱巴诺夫、德米特里·卡列尼琴科、安娜·特卡切娃、玛丽亚·基塞列娃。不过在2002年春夏季TV-6停播期间，部分体育主播回归NTV。
2002年6月起，日间每小时的新闻简报由奥尔加·别洛娃和叶夫根尼·博尔科夫斯基隔周轮流主持。2002年，彼得·马尔琴科转职第一频道，晚间档（19:00、22:00）改由塔季扬娜·米特科娃主持，此后由基里尔·波兹尼亚科夫主持，直至2003年。
2003年5月12日起，下午档的主播包括奥尔加·别洛娃、阿列克谢·苏汉诺夫和基里尔·波兹尼亚科夫，上午档主播有埃琳娜·文尼克、阿列克谢·塔尔汉诺夫、叶夫根尼·博尔科夫斯基和安娜·施奈德。2003年，米哈伊尔·奥索金回归NTV，与塔季扬娜·米特科娃轮流担任19:00档主播。在2003年10月10日NTV开播十周年，两人一同主持节目。2004年7月，19:00档不再由塔季扬娜·米特科娃主持，改由奥尔加·别洛娃和米哈伊尔·奥索金轮流主持。偶尔基里尔·波兹尼亚科夫也会代班19:00档主播。
2005年1月，《国家与世界》栏目更名为《今天 22:00》，主播为安东·赫列科夫，并设有副主播，由尤利娅·潘克拉托娃担任。
2005年9月，日间档开始由叶夫根尼·博尔科夫斯基和奥尔加·别洛娃主持。为了让年轻的主播主持节目，电视台让《国家与世界》的主持人主持19:00档。
2006年，朱莉娅·潘克拉托娃转职第一频道，安东·赫列科夫也在同年夏季离职，转任《主角》栏目主持人，19:00档改由亚历山大·雅科文科和奥尔加·别洛娃主持。
2006年，阿列克谢·苏汉诺夫、叶夫根尼·博尔科夫斯基和安娜·施耐德离职，下午档由埃琳娜·文尼克和安德烈·乌哈列夫主持，上午档开始由阿拉·车尔尼雪娃、德米特里·扎沃伊斯蒂和瓦西里·马克西缅科主持。与此同时，节目的《商业新闻》环节开始由前RBC频道主播伊戈尔·波列塔耶夫主持。
2013年11月5日，阿列克谢·皮沃瓦罗夫离职，伊戈尔·波列塔耶夫开始担任19:00档主播。2014年5月开始，19:00档主播由莉莉娅·吉尔德耶娃和亚历山大·雅科文科，或者奥尔加·别洛娃和伊戈尔·波列塔耶夫主持。
2015年，埃琳娜·文尼克和安德烈·乌哈列夫离任，亚历山大·雅科文科转职NTV资讯主编部副部长。2015年3月起，19:00档《今天》改由米哈伊尔·切博年科与吉尔德耶娃搭档。上午及下午档不再由固定主播负责，每天由三名主播轮流主持。此外在假期期间，节目由NTV通讯员主持，包括亚历山大·加里宁、伊娜·奥西波娃、斯维特拉娜·戈尔德耶娃、伊万·特鲁什金。
2015年8月，奥尔加·别洛娃离开栏目，主持《50阴影.别洛娃》栏目，栏目在9月至12月间播出。2015年8月31日至2017年7月7日间，19:00档改由埃琳娜·斯皮里多诺娃与伊戈尔·波列塔耶夫搭档。2015年9月7日至2018年7月13日间，19:00档改由瓦西里·马克西缅科（原先主持上午及下午档）与莉莉娅·吉尔德耶娃搭档。9月14日开始，米哈伊尔·切博年科主持上午及下午档。11月16日起，克塞尼亚·切彭科接替奥尔加·博罗德涅娃，担任上午档及下午档主播。
2016年6月13日，上午及下午档改由伊利亚·费多罗夫采夫主持。同年6月27日至7月3日间，上午档开始由《今日剖析》和《今日结果》栏目的主持人叶戈尔·科利瓦诺夫主持，之后从7月11日开始由埃尔迈拉·埃芬迪耶娃主持。
2017年7月7日至2018年8月6日间，伊戈尔·波列塔耶夫短暂离职，转职RBC频道经理，《今天》晚间档由弗拉基米尔·科比亚科夫和埃琳娜·斯皮里多诺娃搭档。
2017年9月，上午档及下午档主播安排调整，米哈伊尔·切博年科改为担任通讯员，埃尔迈拉·埃芬迪耶娃开始主持商业新闻，尤利娅·别赫捷列娃担任节目主播。
2022年2月28日起，莉莉娅·吉尔德耶娃离开NTV，19:00档改由艾娜·尼古拉耶娃与弗拉基米尔·车尔尼雪夫搭档。

### 现任主播
- 莫斯科上午及深夜档、远东版本[179]：德米特里·扎沃伊斯蒂、埃尔迈拉·埃芬迪耶娃、阿乔姆·科洛德金
- 下午档[179]：伊利亚·费多罗夫采夫、叶戈尔·科利瓦诺夫
- 晚间档[179]：艾娜·尼古拉耶娃和弗拉基米尔·车尔尼雪夫（俄语：Чернышёв, Владимир Геннадьевич）、埃琳娜·斯皮里多诺娃（俄语：Спиридонова, Елена Владимировна）和伊戈尔·波列塔耶夫
- 商业新闻[179]：丹尼斯·塔拉拉耶夫、玛丽娜·皮梅诺娃
- 天气预报[179]：伊琳娜·波利亚科娃、叶夫根尼娅·涅龙斯卡娅（俄语：Неронская, Евгения Викторовна）
- 今日莫斯科：奥尔加·阿尔让采娃、弗拉迪斯拉夫·纳扎里科夫

## 播出安排
| 播出时间               | 播出日期                                                               | 描述                               | 包含环节                                      | 主播                                                | 主播                                                | 主播                |
| 播出时间               | 播出日期                                                               | 描述                               | 包含环节                                      | 一周                                                | 另一周                                              | 代班                |
| ---------------------- | ---------------------------------------------------------------------- | ---------------------------------- | --------------------------------------------- | --------------------------------------------------- | --------------------------------------------------- | ------------------- |
| 8:00 10:00             | 每天 （13:00档只在工作日播出）                                         | 上午档 （25分钟）                  | 今日莫斯科（仅限莫斯科地区，每周六播出） 天气 | 阿乔姆·科洛德金                                     | 埃尔迈拉·埃芬迪耶娃                                 | 德米特里·扎沃伊斯蒂 |
| 13:00                  | 每天 （13:00档只在工作日播出）                                         | 下午档 （20至25分钟）              | 商业新闻（工作日播出，设于节目中间） 天气     | 伊利亚·费多罗夫采夫                                 | 叶戈尔·科利瓦诺夫                                   | 米哈伊尔·切博年科   |
| 16:00                  | 每天 （13:00档只在工作日播出）                                         | 下午档 （20至25分钟）              | 商业新闻（工作日播出，设于节目中间） 天气     | 伊利亚·费多罗夫采夫                                 | 叶戈尔·科利瓦诺夫                                   | 米哈伊尔·切博年科   |
| 19:00                  | 工作日 周末（暑假《中央电视台》和《伊拉达·泽纳洛娃本周结果》停播期间） | 晚间重点新闻回顾 （40分钟至1小时） | 商业新闻 天气                                 | 埃琳娜·斯皮里多诺娃 伊戈尔·波列塔耶夫（或其中一人） | 艾娜·尼古拉耶娃 弗拉基米尔·车尔尼雪夫（或其中一人） |                     |
| 时间不定（23:00~1:00） | 周一至周四                                                             | 深夜档 （10分钟）                  | 今日莫斯科（仅限莫斯科地区） 体育 天气        | 德米特里·扎沃伊斯蒂                                 | 德米特里·扎沃伊斯蒂                                 |                     |

## 相关链接
- 《今天》栏目官方网站 （页面存档备份，存于）